# Joti Polizoakis
Panagiotis „Joti” Polizoakis (ur. 9 czerwca 1995 w Bietigheim-Bissingen) – niemiecki łyżwiarz figurowy pochodzenia greckiego i czeskiego, reprezentujący Czechy, startujący w parach tanecznych z Denisą Cimlovą. Uczestnik igrzysk olimpijskich (2018), uczestnik mistrzostw Europy i świata, medalista zawodów Challenger Series, dwukrotny mistrz Niemiec juniorów (2013, 2014) w konkurencji solistów oraz trzykrotny mistrz Niemiec (2016–2018) w parach tanecznych.

## Osiągnięcia

### Pary taneczne

#### Z Denisą Cimlovą (Czechy)
| CS Budapest Trophy | 13 |

#### Z Kavitą Lorenz (Niemcy)
| Zawody                        | 15–16          | 16–17          | 17–18          |                |                |                |                |                |                |                |                |                |                |                |                |                |                |
| Międzynarodowe                | Międzynarodowe | Międzynarodowe | Międzynarodowe | Międzynarodowe | Międzynarodowe | Międzynarodowe | Międzynarodowe | Międzynarodowe | Międzynarodowe | Międzynarodowe | Międzynarodowe | Międzynarodowe | Międzynarodowe | Międzynarodowe | Międzynarodowe | Międzynarodowe | Międzynarodowe |
| ----------------------------- | -------------- | -------------- | -------------- | -------------- | -------------- | -------------- | -------------- | -------------- | -------------- | -------------- | -------------- | -------------- | -------------- | -------------- | -------------- | -------------- | -------------- |
| Igrzyska olimpijskie          |                |                | 16             |                |                |                |                |                |                |                |                |                |                |                |                |                |                |
| Mistrzostwa świata            | 17             | 19             | 16             |                |                |                |                |                |                |                |                |                |                |                |                |                |                |
| Mistrzostwa Europy            | 14             | 14             | WD             |                |                |                |                |                |                |                |                |                |                |                |                |                |                |
| GP Skate Canada International |                |                | 8              |                |                |                |                |                |                |                |                |                |                |                |                |                |                |
| CS Nebelhorn Trophy           | 4              | 5              | 3              |                |                |                |                |                |                |                |                |                |                |                |                |                |                |
| CS Golden Spin of Zagreb      |                | 4              | 9              |                |                |                |                |                |                |                |                |                |                |                |                |                |                |
| CS Memoriał Ondreja Nepeli    | 5              | 5              |                |                |                |                |                |                |                |                |                |                |                |                |                |                |                |
| CS Tallinn Trophy             |                |                | 5              |                |                |                |                |                |                |                |                |                |                |                |                |                |                |
| CS Warsaw Cup                 | 5              |                |                |                |                |                |                |                |                |                |                |                |                |                |                |                |                |
| Bavarian Open                 |                | 3              |                |                |                |                |                |                |                |                |                |                |                |                |                |                |                |
| NRW Trophy                    |                | 2              |                |                |                |                |                |                |                |                |                |                |                |                |                |                |                |
| Open d’Andorra                | 1              |                |                |                |                |                |                |                |                |                |                |                |                |                |                |                |                |
| Volvo Open Cup                |                | 2              |                |                |                |                |                |                |                |                |                |                |                |                |                |                |                |
| Krajowe                       |                |                |                |                |                |                |                |                |                |                |                |                |                |                |                |                |                |
| Mistrzostwa Niemiec           | 1              | 1              | 1              |                |                |                |                |                |                |                |                |                |                |                |                |                |                |

### Soliści
| Zawody                                | 08–09          | 09–10          | 10–11          | 11–12          | 12–13          | 13–14          | 14–15          |                |                |                |                |                |                |                |                |                |                |
| Międzynarodowe                        | Międzynarodowe | Międzynarodowe | Międzynarodowe | Międzynarodowe | Międzynarodowe | Międzynarodowe | Międzynarodowe | Międzynarodowe | Międzynarodowe | Międzynarodowe | Międzynarodowe | Międzynarodowe | Międzynarodowe | Międzynarodowe | Międzynarodowe | Międzynarodowe | Międzynarodowe |
| ------------------------------------- | -------------- | -------------- | -------------- | -------------- | -------------- | -------------- | -------------- | -------------- | -------------- | -------------- | -------------- | -------------- | -------------- | -------------- | -------------- | -------------- | -------------- |
| CS Golden Spin of Zagreb              |                |                |                |                |                |                | 18             |                |                |                |                |                |                |                |                |                |                |
| CS Warsaw Cup                         |                |                |                |                |                |                | 8              |                |                |                |                |                |                |                |                |                |                |
| International Challenge Cup           |                |                |                |                |                |                | 10             |                |                |                |                |                |                |                |                |                |                |
| NRW Trophy                            |                |                |                |                |                |                | 14             |                |                |                |                |                |                |                |                |                |                |
| Międzynarodowe: Kategorie młodzieżowe |                |                |                |                |                |                |                |                |                |                |                |                |                |                |                |                |                |
| JGP w Chorwacji                       |                |                |                |                | 14             |                |                |                |                |                |                |                |                |                |                |                |                |
| JGP w Czechach                        |                |                |                |                |                | 6              |                |                |                |                |                |                |                |                |                |                |                |
| JGP we Francji                        |                |                |                |                | 11             |                |                |                |                |                |                |                |                |                |                |                |                |
| JGP w Polsce                          |                |                |                |                |                | 12             |                |                |                |                |                |                |                |                |                |                |                |
| Bavarian Open                         |                |                |                |                | 3 J            | 8 J            |                |                |                |                |                |                |                |                |                |                |                |
| Coupe du Printemps                    |                |                |                |                |                | 2 J            |                |                |                |                |                |                |                |                |                |                |                |
| International Challenge Cup           |                |                |                |                |                | 3 J            |                |                |                |                |                |                |                |                |                |                |                |
| Merano Cup                            |                |                |                | 2 J            |                |                |                |                |                |                |                |                |                |                |                |                |                |
| NRW Trophy                            |                |                |                | 7 J            |                | 8 J            |                |                |                |                |                |                |                |                |                |                |                |
| Warsaw Cup                            |                |                |                |                | 1 J            |                |                |                |                |                |                |                |                |                |                |                |                |
| Krajowe                               |                |                |                |                |                |                |                |                |                |                |                |                |                |                |                |                |                |
| Mistrzostwa Niemiec                   | 13 J           | 6 J            | 4 J            | 3 J            | 1 J            | 1 J            | 6              |                |                |                |                |                |                |                |                |                |                |